# Rijksweg 65

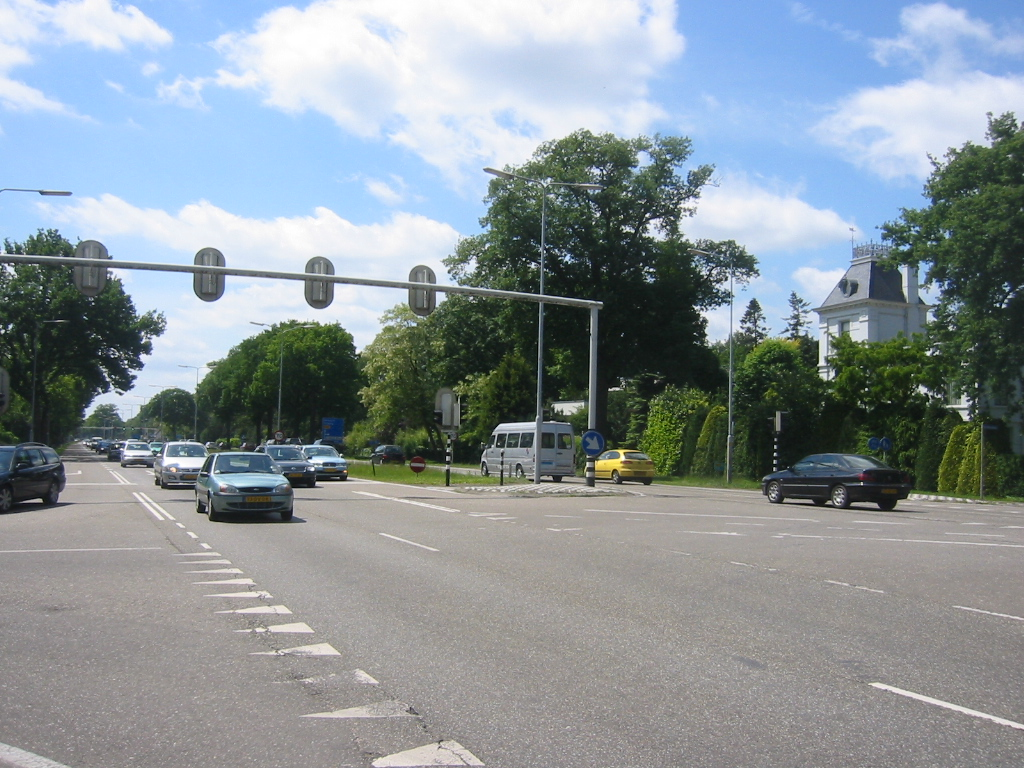
Die Strecke der Straße im Zentrum von Vught

Der Rijksweg 65 (Abkürzung: RW 65) – Kurzform: Autosnelweg 65 (Abkürzung: A65) / Autoweg 65 (Abkürzung: N65) –  ist eine niederländische Autobahn, die vom Rijksweg 2 bei ’s-Hertogenbosch zum Rijksweg 58 bei Tilburg verläuft.
Der Rijksweg beginnt als Autobahn am Knooppunt Vught und verläuft von dort aus bis ins Zentrum von Vught. Von dort aus verläuft der Rijksweg weiter als Autostraße N65. Auf der gesamten Strecke der N65 liegen insgesamt sieben Ampelkreuzungen, von denen drei in Vught liegen. An der Ausfahrt Berkel-Enschot wird der Rijksweg wieder zur Autobahn. Am Knooppunt De Baars mündet sie schließlich in die A58. Der Rijksweg 65 ist eine der kürzesten Autobahnen in der Provinz Nordbrabant. Die N65 verfügt auf der gesamten Länge über 2 × 2 Fahrstreifen.
Wegen der zahlreichen Unfälle wird die N65 auch als „Todestraße“ bezeichnet. Dies belegen auch die Zahlen aus dem Jahr 2003. Demnach gab es zwischen 1995 und 2003 592 Unfälle, bei denen es 17 Tote und 80 Schwerverletzte gab. Als Hauptursache wurde das ständige Beschleunigen und Abbremsen zwischen den Ampeln genannt. Die Provinz Nordbrabant rechnet damit, dass das Verkehrsaufkommen zunimmt und die Kreuzungen bei Vught, Helvoirt und Udenhout sehr schnell überlastet werden.

## Ein schwierige Strecke
Es wurde viel versucht, die Verkehrssituation der N65 in den Griff zu bekommen. Unter anderem wurden Speed-Kameras installiert und eine Teil-Parallelstraße errichtet. Dazu wurde ein Fahrradtunnel errichtet. All diese Maßnahmen haben aber nicht gereicht, und deswegen wird noch darüber nachgedacht, größere Umbauten an der Strecke vorzunehmen.